# Пратишакхья
Пратишакхья — род санскритских грамматических трактатов, устанавливающих фонетические и грамматические особенности ведийских текстов в соответствии с традициями разных шакх. В буквальном переводе «Пратишакхья» означает «относящийся к отдельным шакхам». Вместе с «Нируктой» Яски Пратишакхьи являются древнейшими памятниками санскритской грамматической школы.
Дошедшие до нас Пратишакхьи представляют собой памятники деятельности четырёх ведийских шакх и упоминают более 30 имён древних санскритских грамматиков. В «Нирукте» Пратишакхьи называются «обязательными учебниками всех шакх». Пратишакхьи подробно объясняют произношение, ударения, стихотворные размеры и другие условия правильного устного чтения текстов. В них также даются точные указания относительно различных способов представления текста, чтобы охранить его от изменений.
Сохранились четыре Пратишакхьи:
1. Пратишакхья к «Ригведе», которую относят к школе Шакала и приписывают Шаунаке
2. Пратишакхья к «Кришна Яджур-веде» («Тайттирия-пратишакхья»)
3. Пратишакхья к «Шукла Яджур-веде», приписываемая Катьяяне («Ваджасанеи-пратишакхья»)
4. Пратишакхья к «Атхарва-веде» («Шаунакия-чатурадхьяика»), приписываемая Шаунаке.

Небольшой трактат грамматического содержания — «Сама-тантра», содержащий указания относительно ударения и акцентуации отдельных стихов «Сама-веды», — возник, вероятно, в более позднюю эпоху.